# Harman/Kardon
Harman/Kardon — американская фирма, специализирующаяся на производстве бытовой и автомобильной Hi-Fi радиоэлектроники, на данный момент входит в состав Harman International Industries.

## История
Компания основана в 1953 году доктором Сиднеем Харманом и Бернардом Кардоном — двумя учёными-энтузиастами, заинтересованными развитием технологий высококачественного звуковоспроизведения. Первый же продукт, FM-тюнер, стал пользоваться устойчивым спросом.
Harman Kardon продолжила в том же духе и в 1954 выпустила Festival D 1000, объединив усилитель и тюнер (амплитюнер).
Следующим становится стереоприёмник Festival TA230, причем в 1958 году таких приборов ещё не было. Стереозвучание удалось получить, используя один канал для приема AM-волн, а другой — для FM.

## Деятельность
Сегодня компания Harman/Kardon является одним из основных поставщиков радио[уточнить]оборудования для таких компаний как BMW, Land Rover, Kia Motors, Mini, Mercedes-Benz, Harley-Davidson, Subaru и SAAB, Volvo

### Появление серии Citation
В 1970 г. Harman/Kardon представила меломанам CAD 5 — первую в мире кассетную магнитофонную приставку с Dolby B (функцией уменьшения шума).
В 1980 году редакцией влиятельного американского журнала The Audio Critic усилитель Harman/Kardon Citation XX, разработанный доктором Матти Отала, был признан лучшим в истории. Успеху предшествовали годы разработок и совершенствования технологий: все началось в 1959 году, выпуском Citation II, первого в мире лампового усилителя, полоса частот которого была ультраширокой. Вышедшие в 1963 модели Citation A и В подарили миру заменимые монтажные платы, в подобных устройствах.
В 1983 г. выходит Citation XXIII — первый FM-тюнер, в котором реализована технология active tracking.

### Harman/Kardon в XXI веке
В преддверии нового тысячелетия компания выпускает устройство для записи оптических дисков со скоростью 4х — в 1999 мир увидел Harman/Kardon CDR 2. 
Вслед за этим, в 2000 году выходят сразу несколько знаковых продуктов: AVR 7000 со встроенными HDCD, VMAx и Logic 7 и совместная разработка с Apple — iSub 2000 Subwoofer и Harman/Kardon SoundSticks.
Совершенствуя A/V-ресиверы, в 2003 году компания празднует своё 50-летие. 
В 2006 Harman/Kardon выпускает Drive + Play: устройство с жидкокристаллическим дисплеем, облегчающее управление автомобилем, и работающее как iPod.
Сейчас Harman/Kardon является поставщиком штатных аудио/видео систем для автомобилей BMW, Land Rover, Volvo.
Многие производители компьютерной техники (в частности Toshiba, Asus) используют технологии Harman/Kardon в звуковом тракте ноутбуков для достижения высокого для переносного устройства качества звучания.

### Факты
С 2018 года отделение индустриального дизайна компании Harman возглавляет Александр Демин, выпускник факультета промышленного дизайна Академии Штиглица.

## Галерея
- Ламповый FM-тюнер Harman Kardon F50-XK
- F50-XK, вид на шасси